# Ruzieck
Ruzieck – wieś sołecka w Polsce położona w województwie mazowieckim, w powiecie makowskim, w gminie Krasnosielc.
| SIMC    | Nazwa    | Rodzaj     |
| ------- | -------- | ---------- |
| 0512065 | Przyłaje | przysiółek |

W latach 1975–1998 miejscowość administracyjnie należała do województwa ostrołęckiego.
Wierni Kościoła rzymskokatolickiego należą do parafii Nawiedzenia Najświętszej Maryi Panny w Amelinie.